# Classe Kasturi
La classe Kasturi est une classe de corvettes de la marine royale malaisienne. La classe comprend deux navires, KD Kasturi et KD Lekir constituant le 22ème escadron de corvettes, leur port d'attache étant Lumut. 
Les deux navires de la classe portent le nom de Hang Kasturi et Hang Lekir, deux personnages du récit épique malais du XVe siècle Hikayat Hang Tuah (en). Ils partagent cette caractéristique avec les deux frégates de classe Lekiu, KD Lekiu et KD Jabat, ainsi que l'ancienne frégate devenue navire-école KD Hang Tuah, qui portent également le nom de personnages de l'épopée.
Après environ 25 ans de service, ils ont subi une vaste modernisation connue sous le nom de Service Life Extension Program (SLEP) à partir de 2009, leur permettant d'être employés pendant encore 10 à 15 ans. Ils ont depuis repris du service actif.

## Les navires
| Pennant | Nom      | Constructeur                 | Lancement | Mis en service | Division               | Notes |
| ------- | -------- | ---------------------------- | --------- | -------------- | ---------------------- | ----- |
| FF25    | KD Jebat | Howaldtswerke-Deutsche Werft | Mai 1983  | Août 1984      | 22nd Corvette Squadron |       |
| FF26    | KD Lekir | Howaldtswerke-Deutsche Werft | Mai 1983  | Août 1984      | 23rd Frigate Squadron  |       |